# Åraslövs mosse
Åraslövs mosse är ett naturreservat i Hässleholms kommun i Skåne.
Naturreservatet består av en mosse med öppen slåttermark som är omgiven av fuktängar och lövsumpskog. Längst i väster finns en ängslövskog. I lövsumpskogen finns det öppna kärr som av den näringsrika kritberggrunden finns både som rikkärr och extremrikkärr. Åraslövs mosse är resterna av ett mycket större våtmarksområde som från mitten av 1700-talet användes för bete och ängsslåtter. Från 1800-talet fram till 1940-talet bröts torv i de centrala delarna vilket har lämnat spår i form av djupa vattenfyllda torvgravar. Den mycket näringsrika jordmånen gör att både växt- och djurlivet är mycket rikt, med många orkidéer och fågelarter.
Åraslövs mosse är även ett natura 2000-område.
I reservatet finns spångade leder som gör att man kan ta sig ut i de fuktiga markerna. 

## Flora och fauna
På fuktängarna och i kärren växer arter som kärrspira, kärrull, loppstarr, näbbstarr, smörboll, tätört, vitpyrola och ängsstarr. Av orkidéer finns flugblomster, kärrknipprot och vaxnycklar. I lövsumpskogen med al och björk finns gulsippa, humle, jättestarr, kabbleka, kärrfibbla, kärrviol, liljekonvalj, mellanhäxört, småvänderot, storrams och orkidéerna tvåblad, Jungfru Marie nycklar och Sankt Pers nycklar. I den avenbok, bok och ek bevuxna ängslövskogen finns myska, jätterams, skogsbingel samt orkidéerna grönvit nattviol och skogsknipprot.
I reservatet finns även ett rikt djurliv som rådjur och älg. Av fåglar finns arter som grönsångare, gulsångare, gärdsmyg, morkulla, näktergal och trädpiplärka. Ett flertal hackspett- och ugglearter finns, t.o.m. järpe har observerats i reservatet. Av insekter finns exempelvis den rödlistade bruna gräsfjärilen.

## Vägbeskrivning
Från riksväg 21 i Vanneberga strax söder om Vinslöv tar man av österut på grusvägen. Efter cirka 2 km är man framme vid Åraslövs mosse.